# Maria Pezzé Pascolato

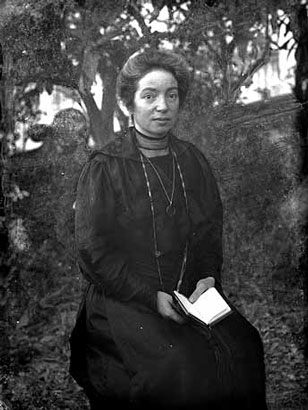
Maria Pezzé Pascolato

Maria Pezzé Pascolato (geb. 15. April 1869 in Venedig; gest. 26. Februar 1933 ebendort) war eine italienische Schriftstellerin, Übersetzerin und Hochschullehrerin.

## Leben und Wirken
Sie war die Tochter von Antonio Pascolato, Anwalt, Direktor der Handelsoberschule „Ca’ Foscari“, liberaler Abgeordneter der Camera dei deputati und Postminister unter Giuseppe Saracco. Ihre Mutter Francesca Restelli war Präsidentin der Frauen-Sektion des Roten Kreuzes in Venedig.
Maria Pascolato ging zunächst auf eine Privatschule und zeigte bald eine Begabung im Erlernen von Fremdsprachen. Nach dem Besuch der insbesondere von Töchtern aus der Aristokratie und des gehobenen Bürgertums frequentierten Mädchenoberschule Giustinian in Venedig, schrieb sie sich an der philosophischen Fakultät der Universität Padua ein.
1891 heiratete sie den Arzt Luigi Pezzé und zog mit ihm in die Toskana nach Poppi. In Poppi vertiefte sie ihre Studien und ihre Sprachkenntnisse. Neben Italienisch sprach sie Französisch, Englisch, Spanisch, Deutsch, Dänisch sowie einige slawische Sprachen. 1895 schloss sie ihr Studium mit einer Arbeit über Torquato Tasso ab. Noch im gleichen Jahr begann sie Artikel zu Erziehungsfragen in einer Mailänder Frauenzeitschrift zu publizieren. 1896 kehrte sie nach Venedig zurück, um ihre todkranke Mutter zu betreuen. Zugleich nahm sie am kulturellen und gesellschaftlichen Leben der Lagunenstadt teil. Mit ihrer Rückkehr in ihre Heimatstadt ging auch ihre Ehe in die Brüche, was sie aber nicht davon abhielt, den Namen ihres Mannes weiter zu führen.
Im Jahr 1897 wurde Pezzé in die Società Dante Alighieri aufgenommen und zur Stadtinspektorin für Schulen ernannt. Im Jahr 1899 wurde sie zur Leiterin der technischen Mädchenschule Vendramin Corner ernannt. Im Jahr 1901 gründete sie einen philologischen Verein, der sich der Verbesserung von Fremdsprachenkenntnissen widmete. Sie übersetzte 1904 zum Beispiel die Märchen von Hans Christian Andersen erstmals ins Italienische.
Im Jahr 1921 trat sie dem Verwaltungsrat der Universität Venedig „Ca’ Foscari“ bei. Sie wurde im Februar 1922 auf Empfehlung von Antonio Fradeletto an der Ca’ Foscari zur Assistentin für italienische Sprache und Literatur ernannt. Zu diesem Zeitpunkt hatte sie bereits etwa 60 Veröffentlichungen und Übersetzungen hervorgebracht, die zwischen 1896 und 1921 veröffentlicht wurden.
Im Jahr 1925 organisierte sie erstmals in Italien eine Kinderbibliothek im Palazzo Reale in San Marco. 1927 wurde sie zur Provinzdelegierten der Fasci Femminili, der Frauenabteilung der Partito Nazionale Fascista, ernannt. Sie übernahm kurz darauf die Rolle der Leiterin der Opera nazionale maternità e infanzia (ONMI).
Im Jahr 1929, nach Fradelettos Tod, wurde die Professur für italienische Sprache und Literatur in zwei Teile geteilt; sie übernahm dabei den Teil für italienische Sprache und wurde somit die erste Frau an der Ca’ Foscari, die eine Professur erhielt.